# Akademickie Mistrzostwa Polski w Programowaniu Zespołowym
Akademickie Mistrzostwa Polski w Programowaniu Zespołowym - AMPPZ – akademickie Polskie mistrzostwa w programowaniu zespołowym. 
Charakter AMPPZ jest zamknięty, tzn. mogą w nich uczestniczyć tylko studenci wyższych polskich uczelni, którzy co najwyżej raz uczestniczyli w finałach ACM - Akademickich Mistrzostw Świata w Programowaniu Zespołowym i którzy nie ukończyli jeszcze żadnych studiów w kraju, ani za granicą (z wyjątkiem studiów inżynierskich i licencjackich).

## Historia
Pierwsze AMPPZ odbyły się w 1996 roku na Politechnice Poznańskiej. Pomysłodawcą zawodów był profesor Jerzy Nawrocki. W latach 1996–1997 konkurs odbywał się pod nazwą Ogólnopolskie Zawody w Programowaniu Zespołowym, dopiero przy okazji trzeciej edycji zawodów ich nazwa została zmieniona na Akademickie Mistrzostwa Polski w Programowaniu Zespołowym. W tym samym roku do pary dozwolonych języków programowania, Pascala oraz C, dodany został język C++. W latach 2005–2010 i 2013 organizatorzy AMPPZ umożliwiali wszystkim chętnym start w zawodach przez Internet. Zawodnicy, którzy startowali zdalnie, mieli osobny ranking i nie byli nagradzani. W 2011 roku zwycięski zespół miał zapewniony awans do finału 36 Akademickich Mistrzostw Świata w Programowaniu Zespołowym, którego organizatorem był Uniwersytet Warszawski. W 2012 roku z listy dozwolonych języków programowania usunięty został Pascal.

## Organizatorzy i wyniki AMPPZ
| Lp | Data          | Organizatorzy                     | I miejsce                                                                           | II miejsce                                                                                  | III miejsce                                                                             |
| -- | ------------- | --------------------------------- | ----------------------------------------------------------------------------------- | ------------------------------------------------------------------------------------------- | --------------------------------------------------------------------------------------- |
| 1  | 25-26.10.1996 | Politechnika Poznańska            | Uniwersytet Warszawski - Marcin Mucha - Jakub Pawlewicz - Krzysztof Sobusiak        | Uniwersytet Warszawski - Bartosz Klin - Marcin Medelski-Guz - Marcin Sawicki                | Uniwersytet Warszawski - Michał Bobran - Grzegorz Jakacki - Radosław Szklarczyk         |
| 2  | 24-25.10.1997 | Politechnika Wrocławska           | Uniwersytet Warszawski - Bartosz Klin - Marcin Medelski-Guz - Marcin Sawicki        | Uniwersytet Warszawski - Łukasz Kowalik - Mateusz Lipczyński - Tomasz Waleń                 | Uniwersytet Wrocławski - Marcin Bieńkowski - Mirosław Korzeniowski - Jacek Suliga       |
| 3  | 23-24.10.1998 | Uniwersytet Warszawski            | Uniwersytet Warszawski - Bartosz Klin - Marcin Sawicki - Marcin Stefaniak           | Uniwersytet Warszawski - Adam Borowski - Jakub Pawlewicz - Piotr Sankowski                  | Uniwersytet Warszawski - Łukasz Kowalik - Tomasz Waleń - Paweł Wolff                    |
| 4  | 5-6.11.1999   | Uniwersytet Warszawski            | Uniwersytet Warszawski - Jakub Pawlewicz - Marcin Stefaniak - Tomasz Waleń          | Uniwersytet Warszawski - Łukasz Anforowicz - Marek Futrega - Eryk Kopczyński                | Uniwersytet Jagielloński - Witold Jarnicki - Kamil Kloch - Maciej Żenczykowski          |
| 5  | 27-28.10.2000 | Uniwersytet Warszawski            | Uniwersytet Warszawski - Tomasz Czajka - Andrzej Gąsienica-Samek - Marcin Stefaniak | Uniwersytet Warszawski - Krzysztof Onak - Jakub Pawlewicz - Tomasz Waleń                    | Uniwersytet Jagielloński - Witold Jarnicki - Kamil Kloch - Maciej Żenczykowski          |
| 6  | 26-27.10.2001 | Uniwersytet Wrocławski            | Uniwersytet Warszawski - Łukasz Kamiński - Eryk Kopczyński - Tomasz Malesiński      | Uniwersytet Warszawski - Tomasz Czajka - Andrzej Gąsienica-Samek - Krzysztof Onak           | Uniwersytet Jagielloński - Grzegorz Matecki - Mikołaj Zalewski - Maciej Żenczykowski    |
| 7  | 25-26.10.2002 | Uniwersytet Wrocławski            | Uniwersytet Warszawski - Łukasz Kamiński - Tomasz Malesiński - Paweł Parys          | Uniwersytet Warszawski - Tomasz Czajka - Andrzej Gąsienica-Samek - Krzysztof Onak           | Uniwersytet Jagielloński - Przemysław Broniek - Grzegorz Głowaty - Grzegorz Herman      |
| 8  | 24-25.10.2003 | Uniwersytet Wrocławski            | Uniwersytet Warszawski - Krzysztof Onak - Tomasz Malesiński - Paweł Parys           | Uniwersytet Jagielloński - Grzegorz Herman - Bartosz Walczak - Mikołaj Zalewski             | Uniwersytet Wrocławski - Jarosław Byrka - Paweł Gawrychowski - Remigiusz Różycki        |
| 9  | 22-23.10.2004 | Uniwersytet Jagielloński          | Uniwersytet Warszawski - Marcin Michalski - Paweł Parys - Bartłomiej Romański       | Akademia Górniczo-Hutnicza - Tomasz Kuras - Andrzej Szombierski - Marcin Wielgus            | Uniwersytet Warszawski - Marek Cygan - Marcin Pilipczuk - Piotr Stańczyk                |
| 10 | 28-29.10.2005 | Uniwersytet Jagielloński          | Uniwersytet Warszawski - Marek Cygan - Marcin Pilipczuk - Piotr Stańczyk            | Uniwersytet Warszawski - Marcin Michalski - Paweł Parys - Bartłomiej Romański               | Uniwersytet Wrocławski - Jakub Łopuszański - Paweł Gawrychowski - Tomasz Wawrzyniak     |
| 11 | 3-4.11.2006   | Uniwersytet Jagielloński          | Uniwersytet Warszawski - Marek Cygan - Marcin Pilipczuk - Filip Wolski              | Uniwersytet Warszawski - Jakub Łącki - Jakub Radoszewski - Bartłomiej Romański              | Uniwersytet Wrocławski - Jakub Łopuszański - Paweł Gawrychowski - Tomasz Wawrzyniak     |
| 12 | 26-27.10.2007 | Politechnika Poznańska            | Uniwersytet Warszawski - Marek Cygan - Marcin Pilipczuk - Filip Wolski              | Uniwersytet Warszawski - Tomasz Kulczyński - Jakub Łącki - Jakub Radoszewski                | Uniwersytet Wrocławski - Michał Bartoszkiewicz - Władysław Kwaśnicki - Mateusz Rukowicz |
| 13 | 7-8.11.2008   | Politechnika Poznańska            | Uniwersytet Warszawski - Tomasz Kulczyński - Jakub Łącki - Piotr Mikulski           | Uniwersytet Warszawski - Karol Kurach - Krzysztof Pawłowski - Michał Pilipczuk              | Uniwersytet Warszawski - Piotr Niedźwiedź - Wojciech Śmietanka - Wojciech Tyczyński     |
| 14 | 23-24.10.2009 | Uniwersytet im. Adama Mickiewicza | Uniwersytet Warszawski - Piotr Niedźwiedź - Jakub Łącki - Wojciech Śmietanka        | Uniwersytet Warszawski - Marcin Andrychowicz - Tomasz Kulczyński - Piotr Mikulski           | Uniwersytet Warszawski - Damian Karasiński - Marcin Kościelnicki - Wojciech Tyczyński   |
| 15 | 5-6.11.2010   | Uniwersytet im. Adama Mickiewicza | Uniwersytet Warszawski - Tomasz Kulczyński - Jakub Pachocki - Wojciech Śmietanka    | Uniwersytet Jagielloński - Wojciech Bukowicki - Kamil Kraszewski - Marek Wróbel             | Uniwersytet Warszawski - Adam Karczmarz - Maciej Klimek - Tomasz Kociumaka              |
| 16 | 28-30.10.2011 | Uniwersytet Warszawski            | Uniwersytet Warszawski - Tomasz Kulczyński - Jakub Pachocki - Wojciech Śmietanka    | Uniwersytet Warszawski - Adam Karczmarz - Maciej Klimek - Tomasz Kociumaka                  | Uniwersytet Warszawski - Bolesław Kulbabiński - Mirosław Michalski - Jakub Oćwieja      |
| 17 | 26-29.10.2012 | Uniwersytet Warszawski            | Uniwersytet Warszawski - Jarosław Błasiok - Mirosław Michalski - Jakub Oćwieja      | Uniwersytet Warszawski - Marcin Andrychowicz - Maciej Klimek - Tomasz Kociumaka             | Uniwersytet Jagielloński - Igor Adamski - Piotr Bejda - Michał Sapalski                 |
| 18 | 25-27.10.2013 | Uniwersytet Warszawski            | Uniwersytet Warszawski - Jarosław Błasiok - Tomasz Kociumaka - Jakub Oćwieja        | Uniwersytet Jagielloński - Wiktor Kuropatwa - Michał Sapalski - Wojciech Łopata             | Uniwersytet Warszawski - Wojciech Nadara - Grzegorz Prusak - Marcin Smulewicz           |
| 19 | 24-26.10.2014 | Uniwersytet Warszawski            | Uniwersytet Warszawski - Wojciech Nadara - Grzegorz Prusak - Marcin Smulewicz       | Uniwersytet Jagielloński - Michał Glapa - Teodor Jerzak - Wiktor Kuropatwa                  | Uniwersytet Wrocławski - Bartłomiej Dudek - Maciej Dulęba - Mateusz Gołębiewski         |
| 20 | 23-25.10.2015 | Uniwersytet Wrocławski            | Uniwersytet Warszawski - Kamil Dębowski - Błażej Magnowski - Marek Sommer           | Uniwersytet Warszawski - Wojciech Nadara - Marcin Smulewicz - Marek Sokołowski              | Uniwersytet Jagielloński - Szymon Łukasz - Krzysztof Maziarz - Michał Zając             |
| 21 | 27-29.10.2016 | Uniwersytet Wrocławski            | Uniwersytet Warszawski - Marek Sokołowski - Marcin Smulewicz - Wojciech Nadara      | Uniwersytet Warszawski - Mateusz Radecki - Marek Sommer - Kamil Dębowski                    | Uniwersytet Wrocławski - Michał Łowicki - Tomasz Syposz - Paweł Michalak                |
| 22 | 26-28.10.2017 | Uniwersytet Wrocławski            | Uniwersytet Warszawski - Mateusz Radecki - Marek Sommer - Kamil Dębowski            | Uniwersytet Jagielloński - Michał Zieliński - Franciszek Stokowacki - Vladyslav Hlembotskyi | Uniwersytet Wrocławski - Michał Górniak - Bartosz Kostka - Jarosław Kwiecień            |
| 23 | 25-27.10.2018 | Uniwersytet Wrocławski            | Uniwersytet Warszawski - Jakub Boguta - Konrad Paluszek - Mateusz Radecki           | Uniwersytet Warszawski - Maciej Hołubowicz - Dawid Jamka - Jan Tabaszewski                  | Uniwersytet Wrocławski - Anadi Agrawal - Michał Górniak - Jarosław Kwiecień             |
| 24 | 26-27.10.2019 | Uniwersytet Jagielloński          | Uniwersytet Warszawski - Łukasz Kondraciuk - Marek Skiba - Konrad Paluszek          | Uniwersytet Wrocławski - Mateusz Rzepecki - Michał Górniak - Anadi Agrawal                  | Uniwersytet Jagielloński - Bartosz Podkanowicz - Krzysztof Potępa - Krzysztof Pióro     |
| 25 | 6-7.11.2021   | Uniwersytet Jagielloński          | Uniwersytet Wrocławski - Anadi Agrawal - Adam Górkiewicz - Marcin Martowicz         | Uniwersytet Warszawski - Dawid Jamka - Łukasz Kondraciuk - Konrad Paluszek                  | Uniwersytet Jagielloński - Krzysztof Pióro - Bartosz Podkanowicz - Krzysztof Potępa     |
| 26 | 29-30.10.2022 | Uniwersytet Jagielloński          | Uniwersytet Wrocławski - Anadi Agrawal - Adam Górkiewicz - Marcin Martowicz         | Uniwersytet Jagielloński - Antoni Długosz - Grzegorz Gawryał - Jacek Salata                 | Uniwersytet Jagielloński - Vladyslav Denysiuk - Oleh Naver - Roman Yanushevskyi         |